# Dalum
Dalum är en tätort i Ulricehamns kommun och kyrkbyn i Dalums socken i Västergötland, belägen 13 kilometer norr om Ulricehamn.

## Befolkningsutveckling
| Befolkningsutvecklingen i Dalum 1960–2020 | Befolkningsutvecklingen i Dalum 1960–2020 | Befolkningsutvecklingen i Dalum 1960–2020 | Befolkningsutvecklingen i Dalum 1960–2020 | Befolkningsutvecklingen i Dalum 1960–2020 |
| ----------------------------------------- | ----------------------------------------- | ----------------------------------------- | ----------------------------------------- | ----------------------------------------- |
|                                           |                                           |                                           |                                           |                                           |
| År                                        |                                           |                                           | Folkmängd                                 | Areal (ha)                                |
| 1960                                      | 1960                                      |                                           | 482                                       |                                           |
| 1965                                      | 1965                                      |                                           | 482                                       |                                           |
| 1970                                      | 1970                                      |                                           | 558                                       |                                           |
| 1975                                      | 1975                                      |                                           | 621                                       |                                           |
| 1980                                      | 1980                                      |                                           | 624                                       |                                           |
| 1990                                      | 1990                                      |                                           | 571                                       | 60                                        |
| 1995                                      | 1995                                      |                                           | 592                                       | 60                                        |
| 2000                                      | 2000                                      |                                           | 604                                       | 61                                        |
| 2005                                      | 2005                                      |                                           | 635                                       | 61                                        |
| 2010                                      | 2010                                      |                                           | 638                                       | 61                                        |
| 2015                                      | 2015                                      |                                           | 651                                       | 78                                        |
| 2020                                      | 2020                                      |                                           | 692                                       | 78                                        |
|                                           |                                           |                                           |                                           |                                           |

## Samhället
Orten har grundskola och förskola och det finns äldreboende, bibliotek, postombud och livsmedelsbutik.
Dalum är känt bland annat för sin kyrka, som byggdes redan på 1100-talet. Man tror dock att det redan innan det fanns en stavkyrka.
I Dalum har man miniatyrmodeller av Turning Torso och Eiffeltornet.

## Idrott
Dalums fotbollslag kallas Redväg och är en sammanslagning med Blidsberg. Dalum har en fotbollsplan där en del matcher hålls. Det finns även en tennisbana och boulebana och en badplats vid Flatasjön.